# John Flaxman
John Flaxman, né à York le 6 juillet 1755 et mort à Londres le 7 décembre 1826, est un sculpteur et dessinateur britannique.

## Biographie
Le père de John Flaxman, également appelé John (1726–1803), était mouleur et marchand de moulages en plâtre à l'enseigne de la Tête dorée, New Street, Covent Garden, Londres. Son épouse, née Lee, eut de lui deux enfants, William et John, né à York. Six mois après la naissance de John, la famille rentra à Londres. John était un enfant maladif, aux épaules hautes, avec une tête trop grosse pour son corps. Sa mère mourut quand il avait neuf ans et son père se remaria.
John Flaxman prenait plaisir à dessiner et à modeler à partir du stock de son père et lisait des traductions de la littérature classique afin de comprendre leur sujet, mais fréquenta peu l'école. Il suivit des cours à la Royal Academy de Londres et produisit à partir de 1773 des maquettes de cire pour la manufacture de céramique Wedgwood.
Sa carrière change de direction à son départ pour Rome en 1787. Il y vit jusqu'en 1794, très actif dans le milieu néoclassique et s’intéresse à l’expérience puriste. C’est de cette période que datent les illustrations pour l’Iliade et l’Odyssée, la Divine Comédie de Dante et les tragédies d’Eschyle : en tout 21 dessins.
Les dessins linéaires de Flaxman sont sans doute la partie de son œuvre qui a suscité le plus d'intérêt et d'admiration. Il a illustré en 1793 les Chants d’Homère, en même temps qu'il modelait des médaillons et des sujets pour vases pour la manufacture de Wedgwood. Il a éliminé le modelé dans ses illustrations de l’Iliade et de l’Odyssée pour ne conserver qu'un contour au trait sur papier uni. Il obtint de ce fait une commande pour la Divine comédie de Dante. Son style est de ce fait proche des primitifs italiens comme Cimabue.
De retour à Londres, il est élu membre de la Royal Academy (10 février 1800), où il sera ensuite nommé professeur de sculpture, et reçoit d’importantes commandes, notamment dans le domaine de la sculpture funéraire (monument de lord Mansfield, Londres, abbaye de Westminster). Cet interprète raffiné du néoclassicisme a été admiré et étudié par les plus grands artistes de son époque.
Il compte notamment William Etty parmi ses élèves.

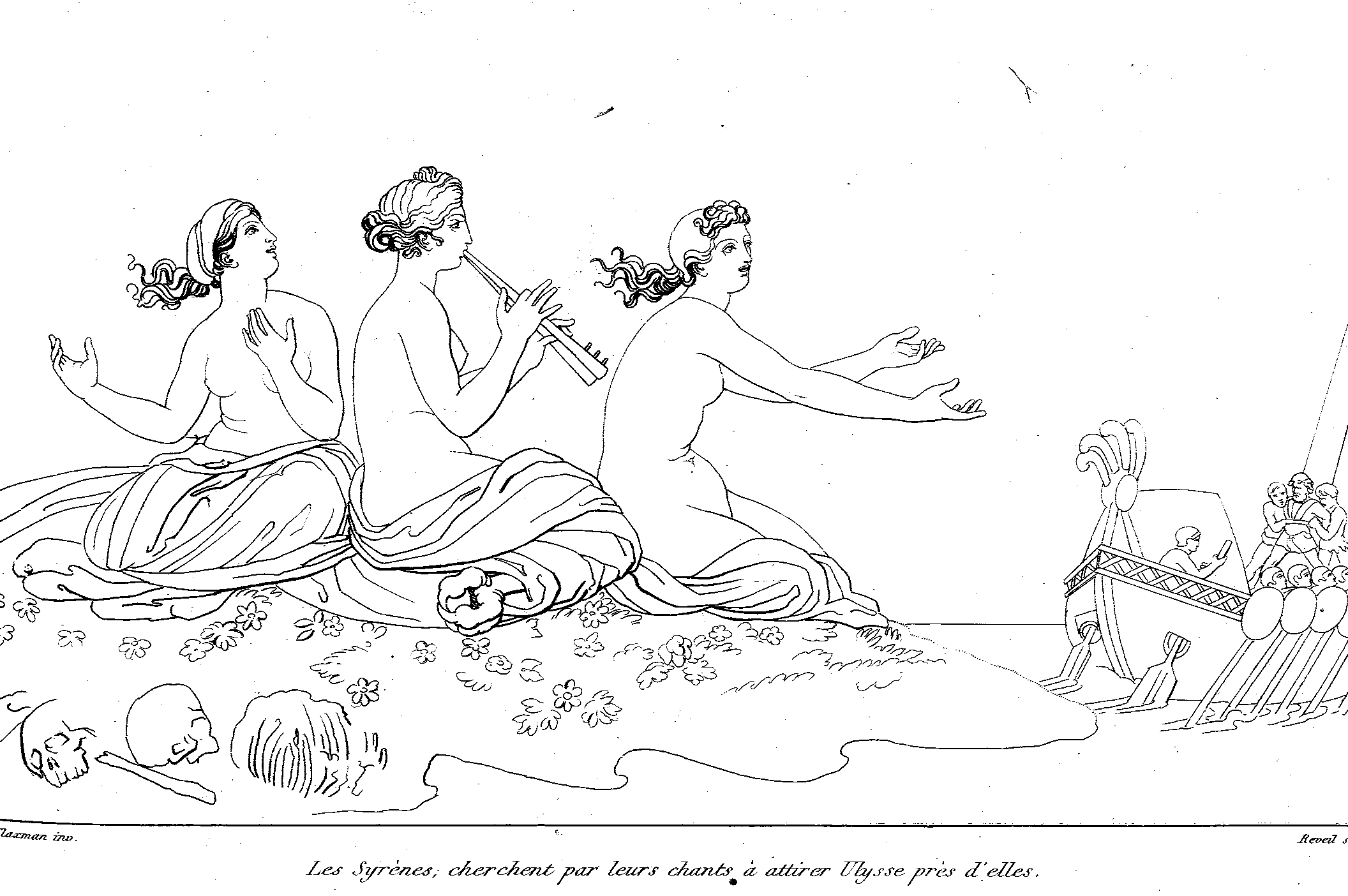
Les sirènes, eau-forte de Réveil d'après Flaxman.
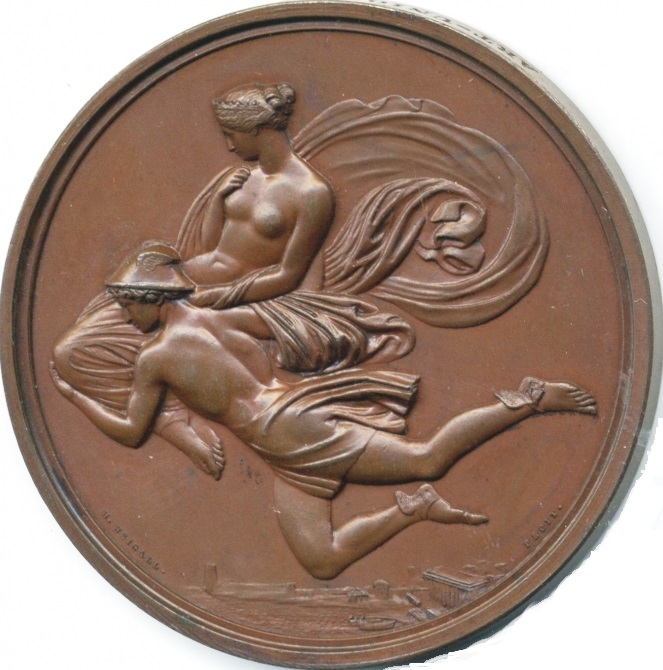
Hermès portant Pandore depuis le mont Olympe, médaille sur un dessin de Flaxman.